# タイテエム
タイテエム（欧字名:Tai Tehm、1969年4月14日 - 1994年10月23日）は、日本の競走馬、種牡馬。主な勝ち鞍に1973年の天皇賞（春）。生涯成績16戦8勝。
イギリスからの持込馬で、良血と四白流星の華やかな馬体から「貴公子」と称された。1972年の中央競馬クラシック三冠ではロングエース、ランドプリンス、イシノヒカルとともに四強の一角に数えられた（花の47年組）。主戦騎手は須貝四郎と須貝彦三。

## 競走成績
タイテエムは好馬体であったものの、高値（当時1500万円）であったことと、四白流星の容姿を気にする調教師が多く、なかなか買い手がつかなかった。生産者の出口留雄のもとには調教師界の大御所・武田文吾も訪れたが、やはり容姿を気にして購入しなかった。しかし、武田と入れ替わりにやってきた橋田俊三（橋田満調教師の父）が購入。タイテエムの顔面の流星は一般的な流星よりもかなり面積が広く、鼻から口吻まで白かった。
1971年10月17日に楠孝志を鞍上にデビューしたが、単勝1番人気を裏切る8着と惨敗。この年は腰がしっかりしていなかったこともあり、新馬戦以外は勝利を挙げられず、3戦1勝に終わる。その後は腰への鍼治療のため休養に入った。
翌年（1972年）4歳になると、腰も良化し良血を開花させる。楠に代わって須貝四郎が主戦騎手となり、休養明けのさわらび賞と山吹賞を連勝する。例年なら、この時期に勝利を積み重ねても春のクラシック出走は難しい時期であったが、この年は前年末から同年春まで、関東で馬インフルエンザが流行し、春の競走番組が大幅に遅れていたため、タイテエムもクラシック出走を目指して東上することになった。東上初戦のスプリングステークスでは、前年の最優秀3歳牡馬ヒデハヤテを破り、一躍クラシック有力候補となった。本番の皐月賞は、ここまで無敗のロングエースとの一騎討ちと見られていたが、勝ったのは「野武士」と呼ばれていたサラ系のランドプリンスであった。続く7月7日、「七夕ダービー」と呼ばれた東京優駿（日本ダービー）は、タイテエム、ロングエース、ランドプリンスの関西三強に加え、皐月賞2着の関東馬イシノヒカルとの争いと見られていたが、タイテエムは最後の直線で競り負け、ロングエースの3着に敗れた。秋になると、タイテエムは神戸新聞杯でランドプリンスを、京都新聞杯でロングエースを破り「連勝」。クラシック最後の一冠・菊花賞に進んだが、最後の直線でイシノヒカルに差し切られ、結局クラシック優勝はならなかった。
翌1973年は京都競馬場で行われた金杯が初戦となり、圧倒的な1番人気に推されたが4着に敗れる。レース後、腰を気にするそぶりがあったためしばらく休養し、間隔をあけて出走したマイラーズカップでは5番人気の評価ながら不良馬場を克服して優勝。このレースから病気で休養した須貝四郎に代わり、兄・彦三が主戦を務め、天皇賞（春）に臨んだ。発走直前から豪雨となり、レース自体もスガノホマレが骨折で競走を中止する乱戦で、タイテエムも一時は後ろから2番目にまで後退する。しかし2周目第3コーナー過ぎから馬場の外側を捲り気味に追い上げ、白いメンコを泥で真っ黒にしながら優勝した。2着は関東馬カツタイコウ。このレースを実況した関西テレビの杉本清は、「四白流星タイテエム」「無冠の貴公子に春が訪れます」とタイテエムの優勝を称えた。
しかし、次に出走した第14回宝塚記念ではハマノパレードの逃げを捕まえ切れず2着。さらにレース直後に鐙が切れ、須貝彦三は振り飛ばされ放馬。タイテエムはその際に転倒し、アキレス腱に致命的な故障を発症した。橋田はあくまで有馬記念を目指して懸命に治療したものの回復せず、10月14日に引退が発表された。

## 引退後
引退後は種牡馬として供用され、1986年のクラシックでラグビーボールとともに「関西の秘密兵器」と称されたシンチェスト、1987年の牝馬クラシック路線で活躍したコーセイなどを輩出。GI級競走優勝馬は出なかったが、内国産種牡馬不遇の時代にあって一定の成績を挙げた。
1992年に種牡馬を引退し、北海道新冠に馬主が用意したメイタイ牧場で隠居生活を始めた。しかしその後急激に老化が進み、満足に歩けないほどに衰弱していく。結局、タイテエムは1994年10月23日、老衰により25歳で死亡した。死後、母の父としてマイネルレコルトがGI・朝日杯フューチュリティステークスを制している。

### 主な産駒
- エンペラーエース（1975年産 函館記念）
- ウエスタンジョージ（1976年産 金杯・西、愛知杯、中日新聞杯）
- グリーンダッシュ（1976年産 小倉大賞典）
- メイショウキング（1979年産 カブトヤマ記念）
- タイアオバ（1980年産 優駿牝馬2着）
- ピーターホーラー（1983年産 愛知杯2回）
- シンチェスト（1983年産 京都記念）
- コーセイ（1984年産 中山記念、報知杯4歳牝馬特別、テレビ東京賞3歳牝馬ステークス、七夕賞）
- インターボイジャー（1987年産 札幌3歳ステークス）
- ウィナーズゴールド（1987年産 クイーンカップ）
- シゲルデッドクロス（1988年産 阪神障害ステークス・春）

#### おもなブルードメアサイアー産駒
- マイネルレコルト（朝日杯フューチュリティステークス、新潟2歳ステークス）
- ホットシークレット（ステイヤーズステークス2回、目黒記念）
- パーソナリティワン（新潟3歳ステークス）
- サンフォードシチー（武蔵野ステークス）
- タイヤン（京都大障害・秋）

## エピソード
タイテエムが優勝した天皇賞（春）において、関西テレビで実況した杉本清は「四白流星タイテエム」「無冠の貴公子に春が訪れます」という名実況を残しているが、この裏でタイテエムを見失うという大変肝を冷やす体験をしていた。
この天皇賞（春）でとくにタイテエムに重きを置いて実況していた杉本は、京都の第3コーナーの坂の手前で「タイテエムは後ろから2頭目」と実況したあと、タイテエムの居場所を見失ってしまった。タイテエムは坂の下りから仕掛けて第3コーナーから第4コーナーにかけては馬群の一番外側を回っていたが、タイテエムを含む各馬は泥でメンコも勝負服も真っ黒になり、実況席から遠い位置であったこともあり、双眼鏡で各馬を見分けるには難しい状況だった。杉本はここで「15頭が固まった、タイテエムもこの集団の中」と、微妙な言い回しの実況をしているが、その瞬間、テレビの画面には馬群の外側を捲ってきたタイテエム（ゼッケン番号5番）が大写しになっていた。
そのような事情を露知らない杉本は、直線に入るといったんは「タイテエム来た」と言ったものの、そのすぐあとでは「一番外を通ってタイテエムか」「外を通ってタイテエムか、タイテエムか」と実況している。残り100メートルほどでようやく先頭がタイテエムであると確信し、「四白流星、タイテエムだ。タイテエム先頭だ、タイテエム、無冠の貴公子に春が訪れます。タイテエム1着。タイテエム1着」と実況した。杉本自身は、この時点ではタイテエムを一時見失ったという自覚はなかったが、レース翌日の通勤途中で見知らぬ競馬ファンと思しき人間に、「あなた、タイテエムを見失っていたでしょう？」といきなり訊ねられた。杉本はその場はとりあえず取り繕ったものの、関西テレビに出社してレース映像を改めて確認。しどろもどろな実況の裏で大写しになっているタイテエムを見て、ようやく自分が実況中にタイテエムを見失っていたことに気付いたのであった。
当時の競馬実況は、双眼鏡で馬群を追いながら実況するスタイルが主流であった。とは言え、このころになるとテレビ撮影用のカメラも進化しており、杉本もたびたび競馬番組のプロデューサーからカメラで撮影された映像を利用した実況を指示されていたが、この時点では半信半疑だったこともありモニターでの実況はテスト扱いレベルであった。このアクシデントでカメラの高性能を認識させられて以降、杉本の実況スタイルは従来の双眼鏡重視の実況スタイルからモニター重視の実況スタイルに移っていき、以後それが競馬実況の主流として定着していった。

## 血統表
| タイテエムの血統                             | タイテエムの血統                      | タイテエムの血統         | （血統表の出典）         | （血統表の出典） |
| 父系                                         | オリオール系                          | オリオール系             | オリオール系             | [ § 2 ]          |
| 父 *セントクレスピン Saint Crespin 1956 栗毛 | 父の父Aureole 1950 栗毛               | Hyperion                 | Gainsborough             | Gainsborough     |
| 父 *セントクレスピン Saint Crespin 1956 栗毛 | 父の父Aureole 1950 栗毛               | Hyperion                 | Selene                   |                  |
| 父 *セントクレスピン Saint Crespin 1956 栗毛 | 父の父Aureole 1950 栗毛               | Angelola                 | Donatello                | Donatello        |
| 父 *セントクレスピン Saint Crespin 1956 栗毛 | 父の父Aureole 1950 栗毛               | Angelola                 | Feola                    |                  |
| 父 *セントクレスピン Saint Crespin 1956 栗毛 | 父の母Neocracy 1944 黒鹿毛            | Nearco                   | Pharos                   | Pharos           |
| 父 *セントクレスピン Saint Crespin 1956 栗毛 | 父の母Neocracy 1944 黒鹿毛            | Nearco                   | Nogara                   |                  |
| 父 *セントクレスピン Saint Crespin 1956 栗毛 | 父の母Neocracy 1944 黒鹿毛            | Harina                   | Blandford                | Blandford        |
| 父 *セントクレスピン Saint Crespin 1956 栗毛 | 父の母Neocracy 1944 黒鹿毛            | Harina                   | Athasi                   |                  |
| 母 *テーシルダ Tehsilda 1963 黒鹿毛          | 母の父*ヴェンチア Venture 1957 黒鹿毛 | Relic                    | War Relic                | War Relic        |
| 母 *テーシルダ Tehsilda 1963 黒鹿毛          | 母の父*ヴェンチア Venture 1957 黒鹿毛 | Relic                    | Bridal Colors            |                  |
| 母 *テーシルダ Tehsilda 1963 黒鹿毛          | 母の父*ヴェンチア Venture 1957 黒鹿毛 | Rose o'Lynn              | Pherozshah               | Pherozshah       |
| 母 *テーシルダ Tehsilda 1963 黒鹿毛          | 母の父*ヴェンチア Venture 1957 黒鹿毛 | Rose o'Lynn              | Rocklyn                  |                  |
| 母 *テーシルダ Tehsilda 1963 黒鹿毛          | 母の母Temoignage 1956 鹿毛            | Tulyar                   | Tehran                   | Tehran           |
| 母 *テーシルダ Tehsilda 1963 黒鹿毛          | 母の母Temoignage 1956 鹿毛            | Tulyar                   | Neocracy                 |                  |
| 母 *テーシルダ Tehsilda 1963 黒鹿毛          | 母の母Temoignage 1956 鹿毛            | Mehmany                  | Mieuxce                  | Mieuxce          |
| 母 *テーシルダ Tehsilda 1963 黒鹿毛          | 母の母Temoignage 1956 鹿毛            | Mehmany                  | Dulce                    |                  |
| 母系(F-No.)                                  | (FN:16-d)                             | (FN:16-d)                | (FN:16-d)                | [ § 3 ]          |
| 5代内の近親交配                              | Neocracy 2×4、Pharos 4×5              | Neocracy 2×4、Pharos 4×5 | Neocracy 2×4、Pharos 4×5 | [ § 4 ]          |
| 出典                                         | 1. 2. 3. 4.                           | 1. 2. 3. 4.              | 1. 2. 3. 4.              | 1. 2. 3. 4.      |

日本で産まれた全妹トウフクサカエは1975年の桜花賞、優駿牝馬でテスコガビーの3着、5着し、同年の阪神牝馬特別でも2着。のちに障害競走へ転向しそちらでもオープン入りしている。その孫に阪神障害ステークスの勝ち馬エリモフォーサイトがいる。

## 書籍
- 日本中央競馬会『優駿』
- 小林皓正（編） 『サラブレッド血統マップ'93』コスモヒルズ、1993年、26-27頁
- 杉本清『あなたのそして私の夢が走っています』双葉社、1992年。ISBN 4575711039。